# Cultura Malagana

Malagana está localizado en el municipio colombiano de Palmira, Valle del Cauca

Malagana es un sitio arqueológico de Colombia, que toma su nombre de la hacienda donde, accidentalmente, en el año 1992, fueron descubiertos algunos ajuares de oro y cerámica. Después de su descubrimiento, el sitio fue sujeto de guaquería y saqueos a una gran escala para el comercio ilegal. El Instituto Nacional de Arqueología e Historia envió una misión de rescate arqueológica, dirigida por la arqueóloga Marianne Cardale. Las excavaciones arqueológicas en el sitio establecieron un complejo cultural anteriormente desconocido, designado como Malagana-Sonso.

## Descubrimiento
El descubrimiento del tesoro de Malagana empezó con un accidente en un campo de caña de azúcar en la Hacienda Malagana, ubicada en las cercanías del río Bolo, del municipio de Palmira en el Valle del Cauca, . Un trabajador conducía maquinaria pesada (un tractor) a través del campo, cuando la tierra de repente colapsó, y el vehículo cayó en un gran agujero.  Cuando el conductor inspeccionó el lugar, algo reluciente atrapó su atención.  Era un objeto hecho de oro, y el agujero resultó para ser un hipogeo antiguo. El trabajador sacó algunos de los objetos de orfebrería y los vendió. En poco tiempo, sus actividades llamaron la atención de otros. Entre octubre y diciembre de 1992, hordas de guaqueros y saqueadores llegaron al campo de caña de azúcar de la Hacienda Malagana.  Según periódicos locales, los saqueadores eran al menos 5 000.  Los reporteros en la escena capturaron el alboroto en cámara y publicaron sus fotografías en diarios. Incluso la Policía y el Ejército en la escena eran ineficaces en controlar la situación —que incluyó un asesinato—, y la destrucción a gran escala del cementerio antiguo. 
Artefactos incontables fueron robados por los guaqueros.  El peso de los objetos de oro que fueron robados del sitio ha sido estimado en 160 kilogramos (352 libras) por una fuente (Bray 2000:94). y entre 140 kilogramos (308 libras) y 180 kilogramos (396 libras) por otro; se especula que la cantidad incluso podría haber sido más grande que 180 kilogramos.
En 1992 el Museo de Oro en Bogotá recibió un surtido impresionante de los objetos de oro hechos en un estilo poco familiar. Investigaciones han revelado que la fuente de los artefactos era el Hacienda Malagana.

## Excavaciones arqueológicas
Aun con la presencia de guaqueros o saqueadores, se intentó realizar investigaciones arqueológicas en la Hacienda Malagana en marzo de 1993, pero fueron interrumpidas después de unos cuantos días.  En aquel breve periodo, los arqueólogos fueron capaces de examinar tres de las tumbas y observar la estratigrafía del sitio, el cual indicó un registro de prolongado de habitación. Una tumba tenía dos cuentas de oro y un recipiente de cerámica que los saqueadores habían pasado por alto. Una datación por radiocarbono arrojó la fecha de 70 +/- 60 d. C., obtenida de los escombros dentro del recipiente.  Después de que el sitio finalmente fuese abandonado por los cazadores de tesoros, excavaciones más extensas fueron conducidas más tarde, en 1994.  En cuanto el área de cementerio del sitio había sido destruida, las excavaciones de 1994 se centraron en una área residencial unos 500 metros del cementerio.  Estas excavaciones revelaron una estratigrafía larga y compleja, diecisiete entierros, cuatro periodos de ocupación, y fechas adicionales de radiocarbono.
Los periodos ocupacionales estuvieron designados como "Proto-Ilama" (periodo más temprano), "Ilama," "Malagana," y "Sonso" (más tardío) (Bray 2000:94-95). La iconografía plasmada en los objetos de cerámica permite establecer enlaces comerciales entre los habitantes de Malagana con las culturas San Agustín y Tierradentro áreas al del sur; y con el Tolima y Quimbaya áreas al del este.  Para el período Malagana, se había desarrollado una cultura regional con un estilo diferente.

## Museo del Oro
Después de recibir los elementos de oro iniciales, el Museo de Oro de Bogotá lanzó una campaña para localizar y recuperar tantos artefactos como fuera posible, de aquellos robados de las tumbas del cementerio principal en la Hacienda Malagana. Más de 150 objetos fueron adquiridos a raíz de este esfuerzo. 
Mientras los elementos de oro son espectaculares a la vista, su capacidad de dar datos importantes sobre las personas que las crearon se perdió en la "prisa del oro" de 1992, cuando fueron arrebatados de tumbas en que habían sido colocados muchos siglos antes.  A pesar de que alguna información física sobre los artefactos puede obtenerse mediante el estudio meticuloso de los objetos, su verdadero valor de proporcionar las pistas al pasado es posible sólo cuándo los objetos son encontrados en su contexto cultural original.
Extraordinariamente, arqueólogos de museo fueron capaces de obtener información general sobre el contexto arqueológico para un número de estos objetos, mediante la recolección de los testimonios de las personas que habían sido testigos del frenesí de 1992.  Como resultado, los arqueólogos pudieron designar los conjuntos de artefactos para veintinueve de las tumbas, lo que proporciona un conocimiento importante no sólo sobre las prácticas de la religión y de entierro, sino también sobre las estructuras políticas y sociales, y los sistemas de valores de la cultura Malagana (Bray 2000:94-95).

## Descripción de una tumba y sus contenidos, Cementerio Principal
En varios casos, las entrevistas con los observadores de 1992, junto con el estudio minucioso de los artefactos, la disposición real del oro, cerámica y otros objetos en las tumbas ha podido ser reconstruida por los arqueólogos. Uno de estos es la Tumba 1, que es uno de los más prolíficos del cementerio principal del sitio. Bray describe el diseño de la tumba de la siguiente manera:
La tumba consistía en un pozo rectangular de unos 3 m de profundidad, lleno de grava y arena de río que contenía motas de oro aluvial. El piso estaba pavimentado con losas rectangulares de una piedra granítica blanca ajena a la llanura aluvial del Cauca, y se había colocado una sola hilera de piedras más redondeadas alrededor de la base del muro para definir el área funeraria. Un objeto cónico de piedra tallada yacía en cierto lugar de la zona del entierro. El cuerpo estaba tendido boca arriba en el suelo de la tumba, y la cara estaba cubierta por tres grandes máscaras de pan de oro, una encima de la otra. En el área del cuello había cuentas de oro tubulares y pequeños pájaros dorados, junto con collares de cuentas de piedra de colores, esmeraldas talladas y conchas rojas de Spondylus, y pequeñas cuentas de piedra, suficientes para formar una cuerda de unos 50 m de largo. Se encontraron cuentas de oro en el área del cuello y en una sola fila en el cofre. Una máscara de chapa de oro ocultaba los pies del cadáver. Las cuentas publicadas también enumeran dos placas colgantes y dos placas para coser sobre textiles. Un conjunto de tubos óseos (o cuentas cilíndricas) que se encuentran justo debajo de la cintura pueden haberse unido a un taparrabos o falda, como los representados en figuras de oro en miniatura, y las patas del esqueleto estaban separadas por una línea de cuentas de cristal de roca. En un nicho en la pared sobre la cabeza del cadáver había dos macetas de estilo Ilama: una con un cuenco de cuatro pies y la otra una alcarraza (un recipiente con dos caños unidos por un asa de puente) en forma de mujer reclinada. Una capa de entre cincuenta y cien losas de piedra de varios tamaños cubría y protegía todo el depósito funerario (Bray 2000: 96-97).

## Conservación del tesoro Malagana
Antes de 1939, los objetos de oro, que los cazadores de tesoros retiraban ilegalmente de los sitios arqueológicos, se llevaban al banco, para ser cambiados por efectivo, o se vendían a galeristas y comerciantes de arte y antigüedades. El oro comprado por el banco fue derretido. Los artículos adquiridos por galerías y distribuidores fueron revendidos a coleccionistas privados, museos y otras instituciones, muchos de los cuales los destinaban a otros países. En 1939, un hombre llamado Julio Caro convenció al directorio del Banco de la República en Bogotá de que los artículos de oro debían ser preservados y retenidos en Colombia. Los artefactos de oro que se acumularon se guardaron en la sala de juntas del banco y, de 1947 a 1959, se mostraron solo a visitantes importantes. En 1959, el banco construyó un nuevo edificio, que contenía una habitación larga en el sótano llena de vitrinas que mostraban los artefactos. Por primera vez, se permitió al público ver los tesoros dorados del pasado. Cuando otro edificio nuevo para el banco estaba en construcción en 1970, varias personas asociadas con el banco promovieron la idea de convertirlo en un museo científico de primera clase para la exhibición de su colección. Se convocó a expertos en museos y antropólogos para llevar orden y ambiente cultural a las exhibiciones. Al finalizar el edificio del Museo del Oro, de cuatro pisos y en forma de prisma, los tesoros de la cultura Malagana y de otras culturas de Colombia recibieron el mejor alojamiento para su preservación, y para la iluminación de las generaciones presentes y futuras.
En 2004, el Museo del Oro lanzó la primera renovación, en tres etapas, de sus instalaciones y exhibiciones. Cuando el proyecto se completara, en 2007, los tesoros se mostrarían con técnicas de última generación. Uno de los objetivos de las renovaciones era comunicar al espectador la vida de los objetos y sus creadores de la manera más efectiva posible (Banco de la República, 2005b).
Algunos de los artefactos de oro fueron exhibidos recientemente en los Estados Unidos. El Museo Nacional Smithsoniano de Historia Natural en Washington D. C., presentó una exposición titulada "The Spirit of Ancient Colombia Gold", del 9 de noviembre de 2005 al 9 de abril de 2006. Se prestaron un total de 280 objetos de oro del Museo del Oro de Bogotá para la exposición. En la página web de la Institución Smithsonian que anuncia la exposición (Smithsonian Institution, 2005) se representa una máscara funeraria, hecha de chapa de oro martillada en el estilo de Malagana, y que data entre 200 a. C. y 200 d. C. En algún momento entre 200 a. C. y 200 d. C., el tesoro de Malagana fue depositado con respeto en las tumbas de un cementerio cerca de Hacienda Malagana. En 1992, la mayor parte de estos tesoros fueron arrancados de sus lugares de descanso de tierra y fueron derretidos o transportados a lugares desconocidos. Ahora, los pocos ejemplos que quedan del tesoro de Malagana, junto con los artefactos de sus culturas vecinas, están nuevamente bajo el control de su país de origen y alojados con respeto. El tesoro inspira a los descendientes de sus creadores y al resto del mundo con asombro y evoca una gran estima por los artesanos y la cultura de su origen.